# Brian Tichy
Brian Tichy (* 18. srpna 1968, Denville, New Jersey, Spojené státy) je americký bubeník, kytarista, zpěvák a skladatel. Od roku 2009 byl bubeník skupiny Foreigner, ale v roce 2010 ho nahradil Jason Sutter. Tichy začal hrát na bicí, když mu bylo 8 let, na kytaru když mu bylo 12 let. Jako své vzory uvádí Led Zeppelin, Kiss, Aerosmith, AC/DC a Van Halen. V letech 2010–2013 hrál společně se skupinou Whitesnake.